# Austrolembidium
Austrolembidium là một chi rêu trong họ Lepidoziaceae.